# Rivière-Nipissis
Rivière-Nipissis est un territoire non organisé situé dans la municipalité régionale de comté de Sept-Rivières, dans la région administrative de la Côte-Nord, au Québec.

## Toponymie
Son nom reprend celui de la rivière Nipissis, un affluent de la rivière Moisie d'un peu plus de 65 km,.

## Démographie
Le recensement de 2006 y dénombre aucun habitant.
| 2001 | 2006 | 2011 | 2016 | 2021 |
| ---- | ---- | ---- | ---- | ---- |
| 0    | 0    | 0    | 0    | 0    |